# 派尔巴尔
派尔巴尔，是匈牙利佩斯州所辖的一个村。总面积25.65平方公里，总人口2229，人口密度86.9人/平方公里（2011年1月1日）。